# Tamura Yoshiaki
Tamura Yoshiaki (田村义顕), död 1561 (år eiroku 4 i den japanska tideräkningen), var en japansk daimyo, länsherre, vars förläningar låg i området kring nuvarande Miharu i Fukushima prefektur, i det som då var provinsen Mutsu.